# Edwige Diaz
Pour les articles homonymes, voir Diaz.
Edwige Diaz, née le 15 octobre 1987 à Marseille (Bouches-du-Rhône), est une femme politique française.
Membre du Rassemblement national depuis 2014, elle est vice-présidente du parti depuis 2022 et conseillère régionale de Nouvelle-Aquitaine depuis 2021 et députée de la onzième circonscription de la Gironde depuis 2022.

## Biographie
Edwige Diaz naît le 15 octobre 1987 à Marseille. Son grand-père paternel, sympathisant communiste espagnol, a travaillé dans la centrale nucléaire du Blayais. Sa famille s'installe à Salles (Gironde) en 1996. Elle suit des études d'espagnol à l'université de Bordeaux et est titulaire d'un master.
Aux élections municipales de 2008, elle se présente en 10e position sur une liste d'opposition dans la commune de Salles mais n'est pas élue.
Électrice de Nicolas Sarkozy en 2007, elle adhère pendant un an à l'UMP,. Déçue par la politique sécuritaire du président de la République, elle ne vote pas pour lui en 2012 et décide de voter pour Marine Le Pen. Elle adhère au Front national deux ans plus tard, après l'avoir rencontrée lors d'une réunion publique pour les élections européennes à Brive-la-Gaillarde, le 18 avril 2014,,.
Elle se présente aux élections municipales de 2014 à Bassens (Gironde) en 17e position, avec son époux (elle a divorcé depuis)[réf. souhaitée] aux côtés de Florence Fabry (ex-UMP), mais n'est pas élue. La même année, elle est candidate aux élections sénatoriales en Gironde en 2e position et n'est pas élue.
Repérée par Jacques Colombier, elle est candidate aux élections régionales de 2015 en Aquitaine-Limousin-Poitou-Charentes et est élue,. En 2016, elle succède à Jacques Colombier à la tête de la fédération départementale de Gironde.
En juin 2017, candidate du Front national aux législatives de la 11e circonscription de la Gironde, elle obtient 23,7 % des voix au premier tour, puis 42,98 % au second tour, perdant face à Véronique Hammerer de LREM.
Elle est candidate aux élections européennes de 2019 en 30e position sur la liste conduite par Jordan Bardella.
Elle est candidate aux élections municipales de 2020 à Saint-Savin, commune de Haute-Gironde. Elle obtient 43,8 % des voix, perdant face au maire PS sortant, Alain Renard,,. Elle est élue conseillère municipale et communautaire au sein de la communauté de communes Latitude Nord Gironde. Elle démissionnera de ses fonctions locales deux ans après.
Elle est candidate aux élections sénatoriales de 2020 en tant que tête de liste et la liste obtient 79 voix, soit 2,34 % et n'est donc pas élue.
Secrétaire départementale du Rassemblement national en Gironde, Edwige Diaz est désignée en 2021 par son parti pour mener la campagne des élections régionales en Nouvelle-Aquitaine. Elle termine finalement deuxième au second tour avec 19,11 % des voix et sera élue à la proportionnelle 
Elle est candidate aux élections départementales de 2021 dans le canton du Nord-Gironde en binôme avec Alain Montangon, maire divers gauche de Gauriaguet, et obtient 44,3 % au premier tour et 44 % au second tour, et n'est donc pas élue.
Elle est candidate aux élections législatives de 2022 pour le Rassemblement national dans la 11e circonscription de la Gironde, et est élue au second tour avec 58,7 % des voix, face à la députée sortante Véronique Hammerer . Elle devient membre de la commission des Lois de l'Assemblée nationale.
Lors du XVIIIe congrès du Rassemblement national, elle est nommée parmi les six vice-présidents du parti. Elle est chargée de l'implantation locale du parti.
Candidate à sa réélection lors des élections législatives anticipées de 2024, elle est réélue dès le premier tour avec 53,33 % des voix.

## Affaire judiciaire
Depuis juillet 2021, le parquet européen dirige, sur Jacques Colombier et Edwige Diaz, défendue par Alexandre Varaut, une enquête préliminaire pour « détournements de fonds publics, complicité et recel » après un signalement de l'association de lutte contre la corruption Anticor. À l'époque des faits allégués Edwige Diaz était l'assistante parlementaire de Jacques Colombier, lui-même député européen de 2018 à 2019,.
Le 11 octobre 2023, le parquet européen, après une enquête exhaustive qui conclut à l'absence de preuves pertinentes du délit de détournement de fonds publics, classe l'affaire sans suite,.

## Synthèse des mandats et fonctions
À l'échelle locale
- Conseillère municipale (opposition) - Saint-Savin de 2020 à 2022 (démissionne de son mandat)[34]
- Conseillère communautaire (opposition) - Communauté de Communes Latitudes Nord Gironde de 2020 à 2022 (démissionne de son mandat)[34]

À l'échelle régionale
- Conseillère régionale (opposition) - Région Nouvelle-Aquitaine - depuis 2015
- Présidente du Groupe Rassemblement National - depuis 2016

À l'échelle nationale
- Députée de la onzième circonscription de la Gironde - depuis 2022
- Vice-présidente du Rassemblement National - depuis 2022